# 합천도서관
합천도서관은 경상남도 합천군 소재의 도서관이다.

## 연혁
- 1972년 7월 27일 합천군립도서관 개관
- 1978년 1월 1일 합천군군립모범도서관
- 1991년 3월 25일 경상남도 합천도서관으로 명칭변경
- 1991년 11월 28일 구 교육청사로 이전
- 2001년 2월 21일 경상남도교육청 평생학습관 지정
- 2003년 6월 17일 디지털 자료실 개설
- 2006년 3월 29일 신축 도서관 개관
- 2010년 6월 25일 글오름도서관(어린이자료실) 개관

## 시설현황
본관
- 2층: 평생학습실, 시청각실, 소회의실, 관장실, 행정실
- 1층: 사서과/서버관리실, 디지털자료실, 종합자료실

별관
- 2층: 서고, 휴게실, 자유학습실
- 1층: 어린이자료실

## 이용 안내
이용 시간
- 일반열람실: 매일 08:00 ~ 22:00
- 종합자료실: 화 ~ 일요일 09:00 - 18:00
- 어린이자료실: 화 ~ 일요일 09:00 - 18:00
- 디지털자료실: 화 ~ 일요일 09:00 - 17:30

휴관일
- 매주 월요일
- 일요일을 제외한 관공서의 공휴일
- 기타 관장이 공고하는 날